# Conferentie van de Verenigde Naties
De Conferentie van de Verenigde Naties, ook wel Conferentie van San Francisco, was een werkconferentie tussen afgevaardigden van vijftig landen, waaronder alle bondgenoten (geallieerden) die in de Tweede Wereldoorlog tegen Nazi-Duitsland en hun bondgenoten (asmogendheden) vochten. De conferentie vond plaats van 25 april 1945 tot 26 juni 1945 in San Francisco, Verenigde Staten.
Tijdens de conferentie werden de voorstellen van Dumbarton Oaks en Jalta besproken, die de vier grote mogendheden Engeland, de Verenigde Staten, de Sovjet-Unie en China in 1944 hadden opgesteld om te komen tot oprichting van een internationale organisatie die na de oorlog voor vrede en veiligheid in de wereld zou zorgen. Daarnaast was er in Jalta overeenstemming bereikt over de stemprocedure in een Veiligheidsraad. De akkoorden werden aangepast waar nodig, om gezamenlijk tot overeenstemming te kunnen komen en waar nodig heronderhandeld en herschreven.
De naam Verenigde Naties zou zijn besloten door president van de Verenigde Staten Franklin Roosevelt.
De conferentie resulteerde in het aanemen van het oprichtingsverdrag van de internationale organisatie, de Verenigde Naties, het Handvest van de Verenigde Naties.

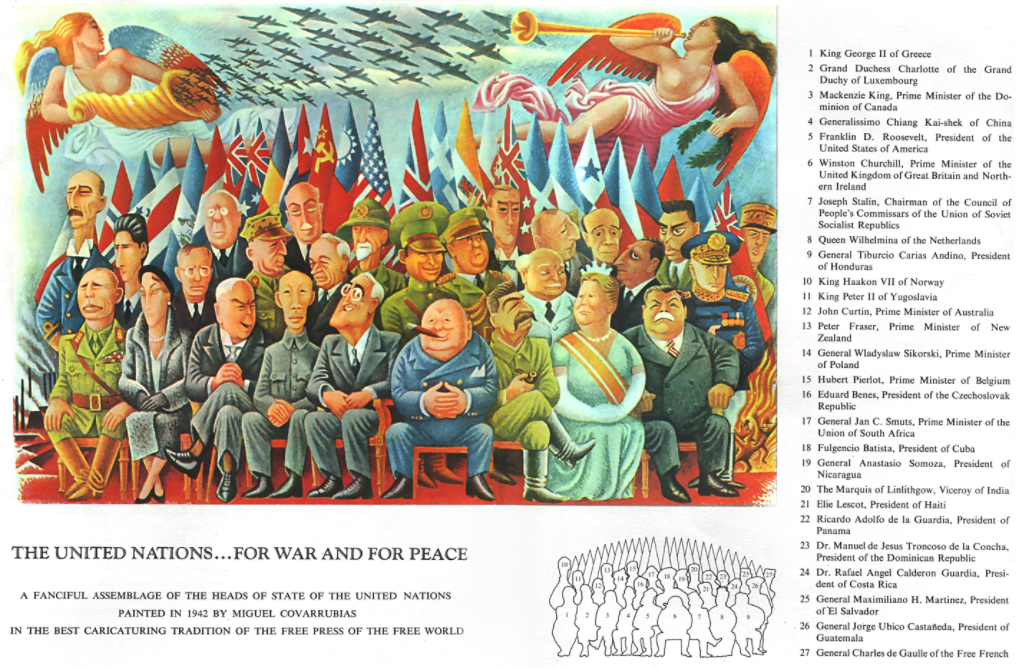
Karikatuur van de leiders van landen die het Handvest van de Verenigde naties ondertekenden: The United Nations, for war and for peace, Miguel Covarrubias (1942)